# Вергара (Уругвай)
Вергара (исп. Vergara) — город на востоке Уругвая, в департаменте Трейнта-и-Трес.

## География
Расположен в 54 км к северо-востоку от города Трейнта-и-Трес, между автомобильными дорогами № 18 и № 91. Вдоль северо-восточной границы города протекает река Аройо-Парао.

## История
Статус города (Cuidad) получил 13 декабря 1994 года.

## Население
Население по данным на 2011 год составляет 3 810 человек.
| Год  | Население |
| ---- | --------- |
| 1963 | 2 837     |
| 1975 | 2 826     |
| 1985 | 3 379     |
| 1996 | 3 983     |
| 2004 | 3 985     |
| 2011 | 3 810     |

Источник: Instituto Nacional de Estadística de Uruguay